# Kristian Lassen
Kristian Lassen (født 19. april 1988) er en dansk fodboldspiller, der senest spillede for B1908. Han har tidligere spillet i Skovbakken og Skødstrup samt 2008 i USA på collegehold. Han fik en prøveperiode for AGF, der endte med, at han skrev kontrakt med klubben i februar 2009. Han var hentet til klubben som udviklingsspiller, men allerede ved årsskiftet til 2010 skiftede han til Aarhus Fremad.
Hans foretrukne position er den centrale midtbane.